# Lago d'Averno
Il lago d'Averno è un lago vulcanico (vulcano quiescente) che si trova nel comune di Pozzuoli, precisamente tra la frazione di Lucrino e il sito archeologico di Cuma, nella città metropolitana di Napoli.
Sorge all'interno di un cratere di un vulcano spento, nato 4000 anni fa, ed è il secondo per dimensione, dopo il lago Fusaro, tra tutti i laghi presenti nei Campi Flegrei.

## Origine del nome
Secondo un'ipotesi, il nome Avernus deriverebbe dal greco ἄορνος, ossia "senza uccelli", poiché si narra che tale assenza fosse dovuta al fatto che le acque del lago esalassero particolari gas che non avrebbero permesso la vita agli uccelli. Nonostante ciò, si tratta di un'ipotesi incerta, infatti altri studiosi concordano che il nome sarebbe da ricollegare alla radice av-, col significato di "profondità, abisso".

## Mitologia e fenomeni naturali correlati
Secondo le religioni e le mitologie greche e romane, il lago è un accesso all'Oltretomba (regno del dio Plutone) e dimora terrestre dell'angelo caduto Lucifero: questa è la ragione per cui gl'inferi romani (l'Ade greco) si chiamano anche Averno (per giunta gli alberi situati intorno alla sponda del lago vengono associati alla celebre selva oscura citata nell'Inferno di Dante). Una chiara testimonianza di tutto ciò ci è stata data dal poeta latino Virgilio, nel sesto libro dell'Eneide: Enea consulta la sibilla cumana, situata in un antro presso il Tempio d'Apollo di Cuma, pregandola di guidarlo verso gl'Inferi, la cui porta sarebbe proprio il Lago d'Averno (scrupea, tuta lacu nigro nemorumque tenebris VI, 238).
Nel corso del XIX secolo il lago è stato oggetto di studio per molteplici fenomeni naturali da cui è caratterizzato, in particolare per il fenomeno ottico della Fata Morgana. Analogamente, dall'Ottocento in poi si è diffusa tra la popolazione  la credenza secondo cui la fata Morgana, ossia la figura mitologica celtica legata al ciclo arturiano, avesse scelto proprio questo luogo come dimora, risiedendo all'interno di castelli immaginari fluttuanti sull'acqua e visibili proprio a causa del relativo fenomeno ottico.

## Il porto di Agrippa
Prima di aver compiuto i 43 anni richiesti dalla carica, nel 37 a.C. Marco Vipsanio Agrippa venne richiamato a Roma da Ottaviano per il consolato, avendo quest'ultimo subìto alcune sconfitte navali umilianti contro Sesto Pompeo e necessitando dunque del suo fidato amico per elaborare la strategia da seguire in guerra per sconfiggerlo. Per questo motivo, mentre Sesto Pompeo controllava le coste italiche, il primo obiettivo di Agrippa era trovare un porto sicuro per la flotta (dal momento che non aveva trovato basi navali nei pressi della Sicilia): sfruttò il suo "grande talento di organizzatore e di costruttore" per edificare in Campania una base navale partendo da zero, facendo scavare due canali, di cui uno fra il mare ed il lago di Lucrino (per formare un porto esterno), e un altro fra il lago di Lucrino ed il lago d'Averno (per avere un porto interno). Il nuovo complesso portuale venne dunque chiamato Portus Iulius in onore di Ottaviano.

## Monumenti e luoghi d'interesse
Vicino al lago si trovano:
- il Tempio d'Apollo, ossia il "passaggio per gli Inferi", descritto da Virgilio nell'Eneide (Enea decide di accedere all'Ade per incontrare il padre defunto). Si tratta di una grotta scavata nel tufo di circa 200 m, che finisce in mare. Probabilmente creata per culti e riti magici legati all’oltretomba e alla negromanzia, veniva associata allo Stige infernale e ai luoghi dell'Acheronte per via dell'ambiente suggestivo e del fiume sotterraneo creato dalle infiltrazioni d'acqua;
- l'Antro della Sibilla Cumana, ossia una grotta scavata nel tufo di circa 200 m, probabilmente creata per collegare il lago al mare. A causa della suggestione dell'ambiente e delle infiltrazioni d'acqua che creano un fiumiciattolo sotterraneo, anch'essa veniva associata allo Stige infernale e ai luoghi dell'Acheronte;
- la Grotta di Cocceio, ossia un cunicolo scavato dai Romani per scopi militari e che collegava il lago a Cuma. Oggi non è più visitabile a causa di danneggiamenti strutturali avvenuti durante la seconda guerra mondiale, che hanno reso la grotta pericolante.

## Fauna
Il lago ospita una comunità stanziale di folaghe, svassi maggiori, germani reali e altri anatidi. Nelle acque sono presenti diverse specie di pesci (bavose di acqua dolce e alborelle), specie alloctone (persici e gambusie), pesci rossi e tartarughe d'acqua dolce domestiche liberate nel lago. Sono presenti anche bisce, rane e gamberetti d'acqua dolce.

## Eventi recenti
Nel 2010 alcune aree adiacenti al lago sono state confiscate alla Camorra.